# Квальо, Симон
Симон Квальо (нем. Simon Quaglio; 23 октября 1795, Мюнхен — 8 марта 1878, там же) — немецкий художник итальянского происхождения: живописец и гравёр архитектурных видов, декоратор Мюнхенских королевских театров, пейзажист, литограф. Представитель большой семьи художников-декораторов из Ломбардии.

## Биография
Симон был третьим сыном Джузеппе Квальо (1747—1828) в семье из одиннадцати детей, членом потомственных художников родом из селения Лаино, расположенного между озером Комо и озером Лугано (Ломбардия). Его отец в 1771 году уехал в Германию, поступил на службу ко двору курфюрста Карла Теодора Баварского, работал в оперном театре в Мангейме. В 1778 году переехал в Мюнхен, где и родился Симон.
Симон обучался рисунку и живописи у отца Джузеппе и брата Мике́ле Квальо (1778—1815). В 1814 году благодаря семейным связям стал придворным театральным художником в Мюнхене. В первые годы работал в тесном сотрудничестве с отцом, а после его смерти в 1828 году взял на себя обязанности декоратора Мюнхенских королевских театров.
Симон Квальо был первым в Германии сценографом, который использовал при оформлении спектаклей встроенные подвижные декорации вместо обычного неподвижного «задника». В 1840 году он отправился в Париж для изучения технологии создания пространственных декораций. Из Парижа он привёз с собой трёхстенную закрытую «сценическую комнату» (Bühnenzimmer) — объёмную модель трёхмерных декораций.
Симон Квальо создал около сотни комплектов эскизов, включая декорации к опере Моцарта «Волшебная флейта» (1818), «Тангейзеру» (1855) и «Лоэнгрину» Рихарда Вагнера (1858).
Симон Квальо также работал как ландшафтный архитектор, живописец и рисовальщик архитектурных видов. Художник скончался в Мюнхене, похоронен на Старом южном кладбище.
Его сыновьями были придворный театральный живописец Анджело Квальо Второй (1829—1890), живописец бытового жанра Франц Квальо (1844—1920), Доменико Второй и Лоренцо Квальо Второй.

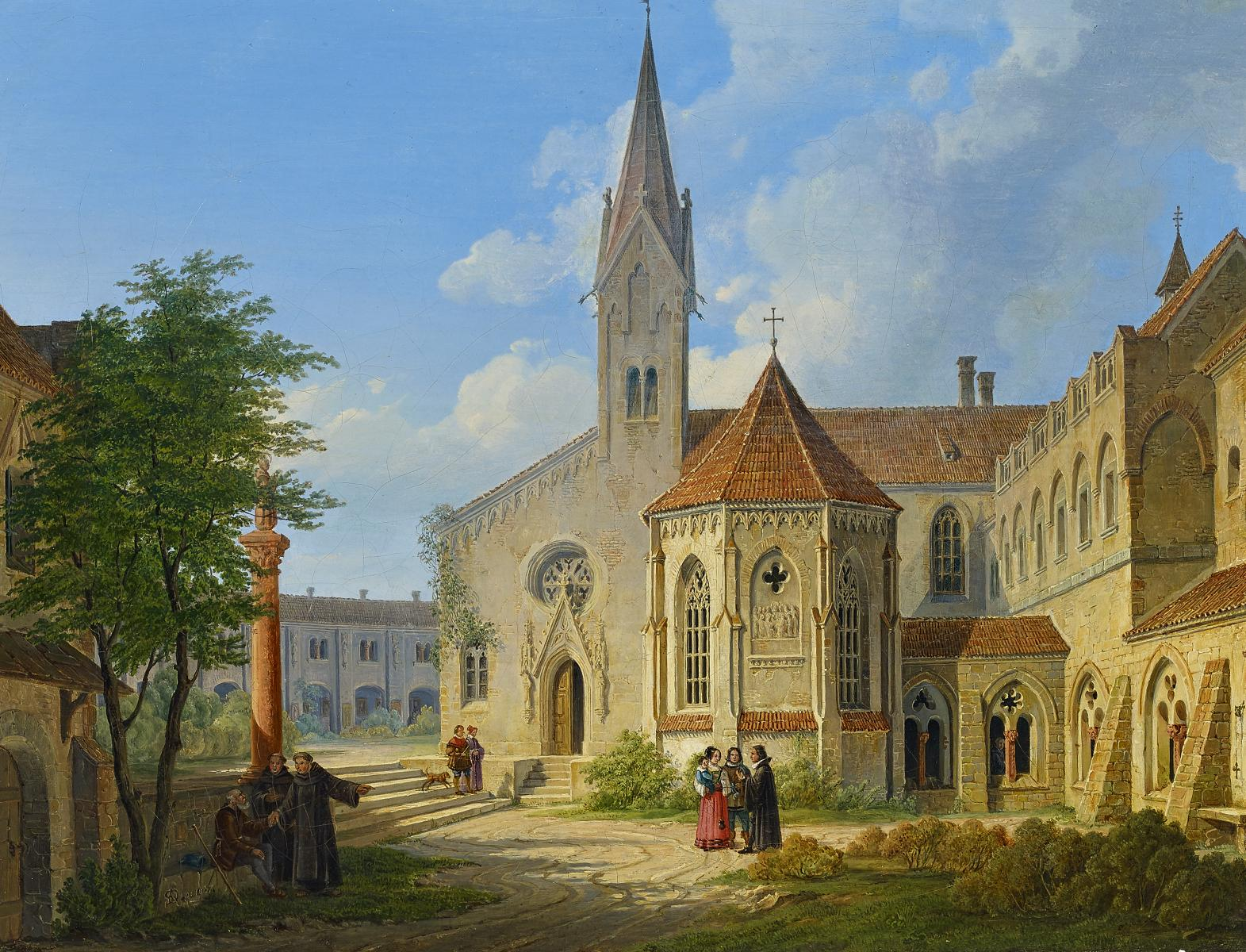
Монастырский двор на юге Германии. 1837
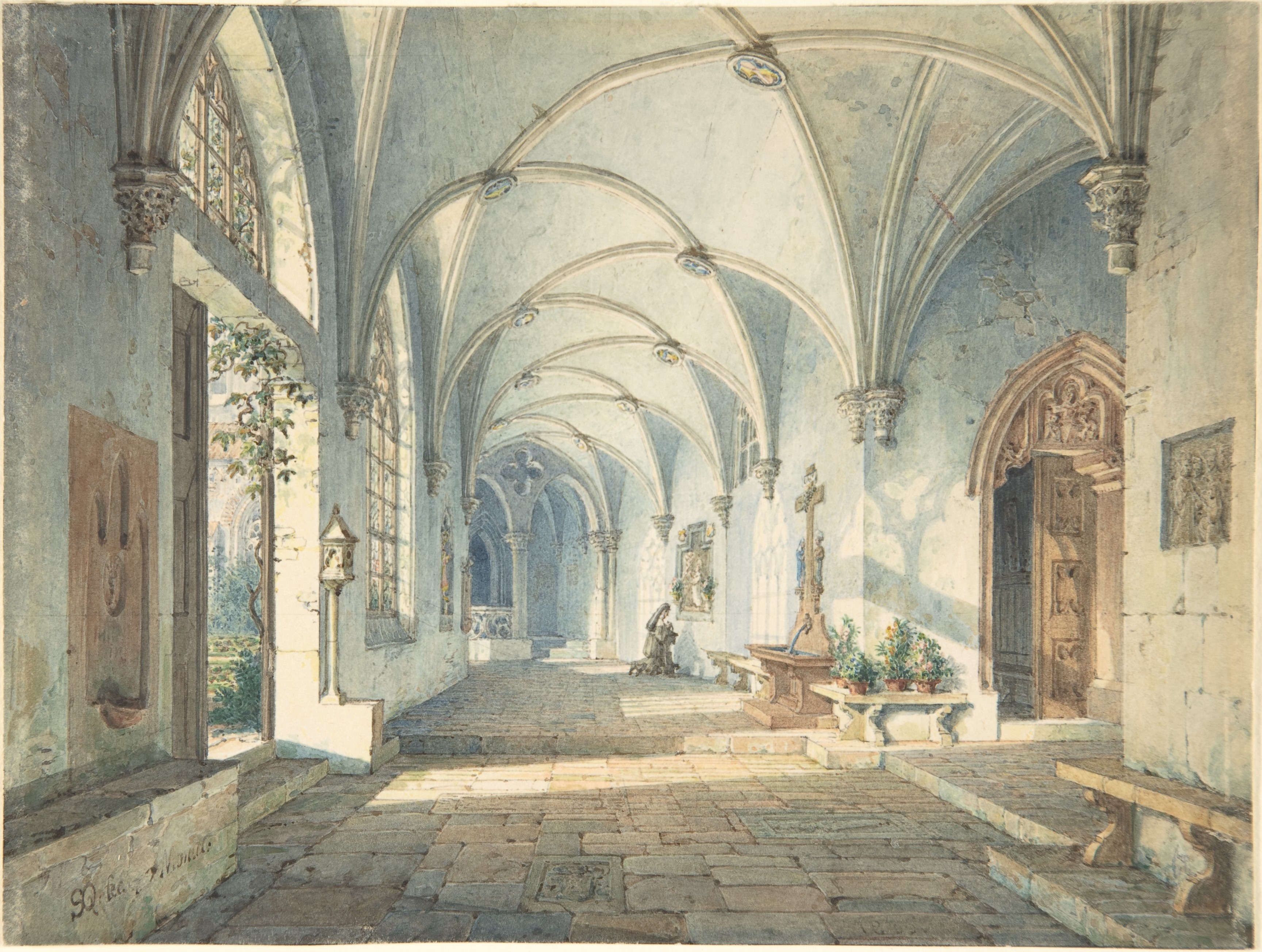
Клуатр женского монастыря. Ок. 1835. Бумага, акварель. Метрополитен-музей, Нью-Йорк
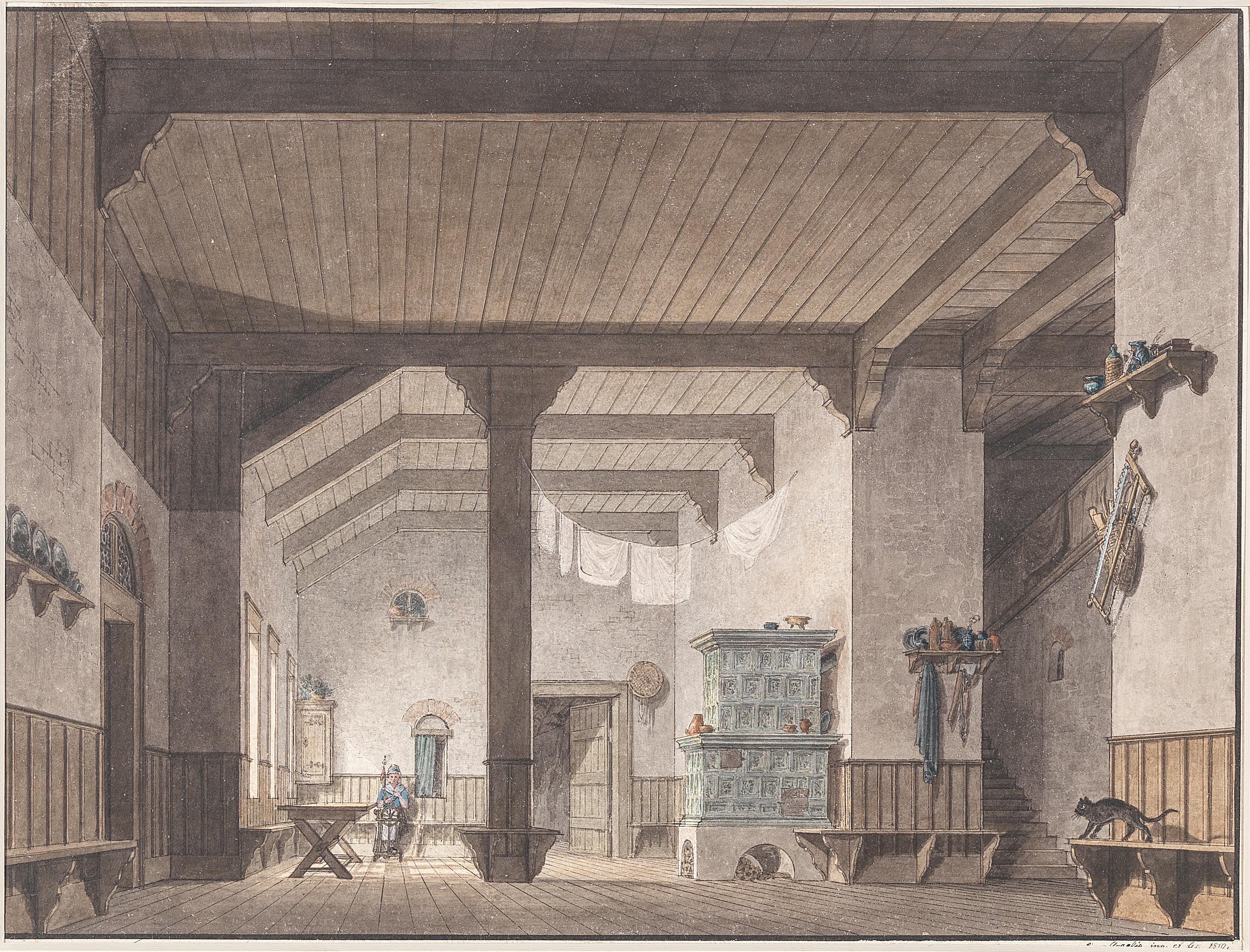
Интерьер высокого зала с деревянным потолком и изразцовой печью. 1819. Бумага, акварель. Частное собрание
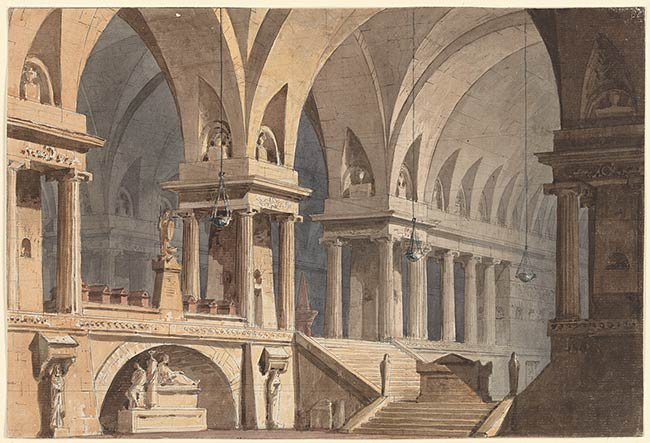
Обширный некрополь. Бумага, акварель. Частное собрание
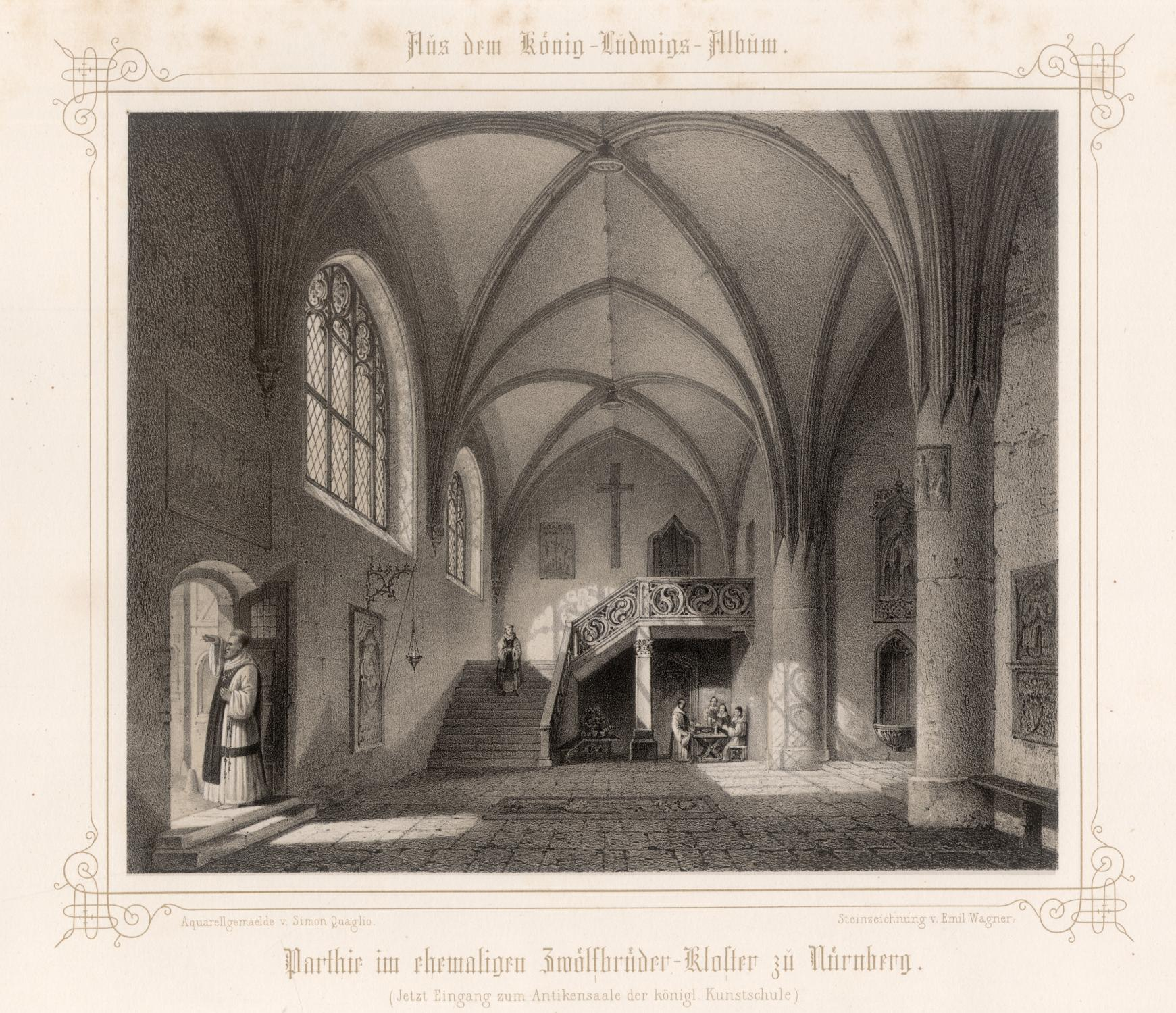
Вид в бывшем монастыре Двенадцати братьев в Нюрнберге. Литография Эмиля Вагнера по акварели Симона Квальо